# Borotice, Znojmo
Borotice là một làng thuộc huyện Znojmo, vùng Jihomoravský, Cộng hòa Séc.